# Моторні білки
Моторні білки або механоензими — клас молекулярних моторів, здатних рухатися уздовж поверхні відповідного субстрату за рахунок хімічної енергії. Найчастіше моторні білки використовують для руху АТФ і перетворюють енергію гідролізу молекул цієї речовини безпосередньо у механічну енергію, що відрізняє їх від більшості створених людиною моторів, що використовують хімічну енергію (наприклад, моторів, що працюють на бензині), оскільки останні переважно потребують проміжної форми енергії, такої як теплова.
До моторних зокрема належить група білків, асоційованих із цитоскелетом. Спільна дія багатьох молекулярних комплексів таких білків забезпечує рух на клітинному рівні, а у деяких випадках узгоджений рух великої кількості клітин лягає в основу тканинних процесів, таких як скорочення м'язів. Моторні білки, асоційовані із цитоскелетом, відрізняються за типом філаментів, із якими вони взаємодіють (це можуть бути актинові філаменти або мікротрубочки); напрямком, у якому рухаються (до + або - кінця), і природою «вантажу», який переносять. Деякі зі моторних білків транспортують мембранні органели: мітохондрії, диктіосоми, секреторні везикули тощо, інші натягують нитки цитоскелету або змушують їх ковзати одна відносно іншої, ці процеси лежать в основі таких явищ як рух джгутиків і війок, скорочення м'язів і поділ клітин.  
Моторні білки цитоскелету складаються зі двох частин: «голови» або моторного домену і «хвоста». Голови потрібні для взаємодії із «доріжками», тобто нитками, вздовж яких рухаються ці молекули, а також для зв'язування і гідролізу АТФ. Цикли приєднання, гідролізу і вивільнення аденілових нуклеотидів супроводжуються такими ж циклічними конформаційними змінами цих молекул. Таким чином внаслідок чергування станів зв'язування нитки цитоскелету, зміни конформації, від'єднання від нитки цитоскелету, розслаблення і нового приєднання моторний білок, а також вантаж, який він несе, просувається крок за кроком в одному напрямку. Довжина таких кроків переважно становить кілька нанометрів. «Хвіст» моторних білків визначає, який саме вантаж вони переноситимуть.